# Wikwemikong Unceded Indian Reserve 26
Wikwemikong Unceded Indian Reserve 26 är ett reservat i Kanada.   Det ligger i provinsen Ontario, i den sydöstra delen av landet, 500 km väster om huvudstaden Ottawa.
I omgivningarna runt Wikwemikong Unceded Indian Reserve 26 växer i huvudsak blandskog.